# Gelbnacken-Laubenvogel
Der Gelbnacken-Laubenvogel oder Samtgoldvogel (Sericulus chrysocephalus) ist eine Art aus der Familie der Laubenvögel (Ptilonorhynchidae). Während die anderen Arten der Gattung Sericulus auf Neuguinea vorkommen, ist der Gelbnacken-Laubenvogel ein Vertreter der Avifauna Australiens. Sein Verbreitungsgebiet liegt an der australischen Ostküste.
Der Gelbnacken-Laubenvogel ist mit einer Körperlänge von etwa 25 Zentimeter ein verhältnismäßig kleiner Laubenvogel und zählt zu den Arten dieser Gattung, zu dessen Balzverhalten der Bau einer Laube durch das Männchen gehört. Wie für Laubenvögel typisch besteht ein auffallender Geschlechtsdimorphismus. Die Unterscheidung von zwei Unterarten wurden mittlerweile aufgegeben, die Art gilt als monotypisch.
Die Bestandssituation des Gelbnacken-Laubenvogel wird der IUCN als ungefährdet (least concern) eingestuft.

## Beschreibung
Die Männchen des Goldnacken-Laubenvogel erreichen eine Körperlänge von bis zu 24 Zentimeter, wovon zwischen 8,2 und 9,1 Zentimeter auf den Schwanz entfallen. Die Weibchen werden mit einer Körperlänge von bis zu 25 Zentimeter geringfügig größer. Bei ihnen fallen zwischen 9,6 und 11,1 Zentimeter auf das Schwanzgefieder. Die Schnabellänge beträgt bei den Männchen zwischen 2,9 und 3,2 Zentimeter und bei den Weibchen zwischen 2,9 und 3,1 Zentimetern. Männchen wiegen zwischen 76 und 110 Gramm, Weibchen erreichen ein Gewicht zwischen 91 und 138 Gramm. Zwischen den Geschlechtern besteht ein ausgeprägter Dimorphismus.

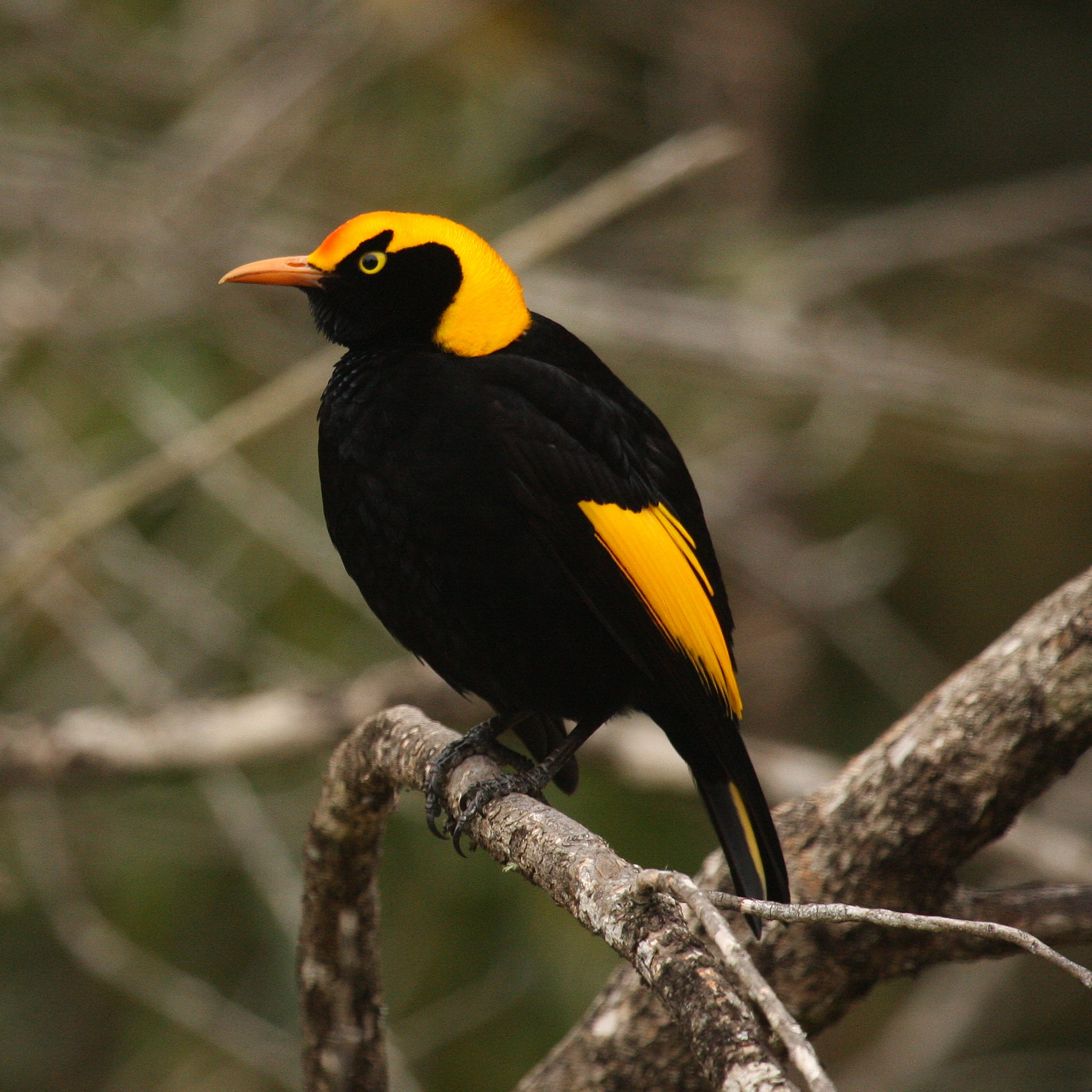
Männchen

### Erscheinungsbild des Männchens
Beim Männchen sind die Zügel, der Scheitel, der Nacken und der obere Rücken orangegelb. Bei einer Reihe von Individuen ist der vordere Scheitelbereich außerdem orangerot bis karmesinrot überwaschen. Die Federn von Stirn und Scheitel sind kurz, sehr dicht und samtartig, was zu der alternativen deutschen Bezeichnung Samtgoldvogel geführt hat. Ein schwarzer, breiter und leicht keilförmiger Strich verläuft außerdem über dem Auge.
Die übrige Körperoberseite ist schwarz mit einem violetten Schimmer. Die zwei äußersten Handschwingen und alle Flügeldecken sind mattschwarz. Ansonsten sind die Arm- und Handschwingen goldgelb mit breiten bis schmalen Federspitzen und schwarzen Säumen an den Außenfahnen. Die Steuerfedern sind bei den meisten adulten Männchen rein schwarz. Einige Individuen enden die Steuerfedern jedoch mit feinen gelben Spitzen. Andere Individuen haben Gelbanteile auf den Außenfahnen einiger Steuerfedern.
Die Beine sind schwarz-braun. Die Iris ist leuchtend gelb, der Schnabel ist orange-gelb.

### Erscheinungsbild des Weibchens

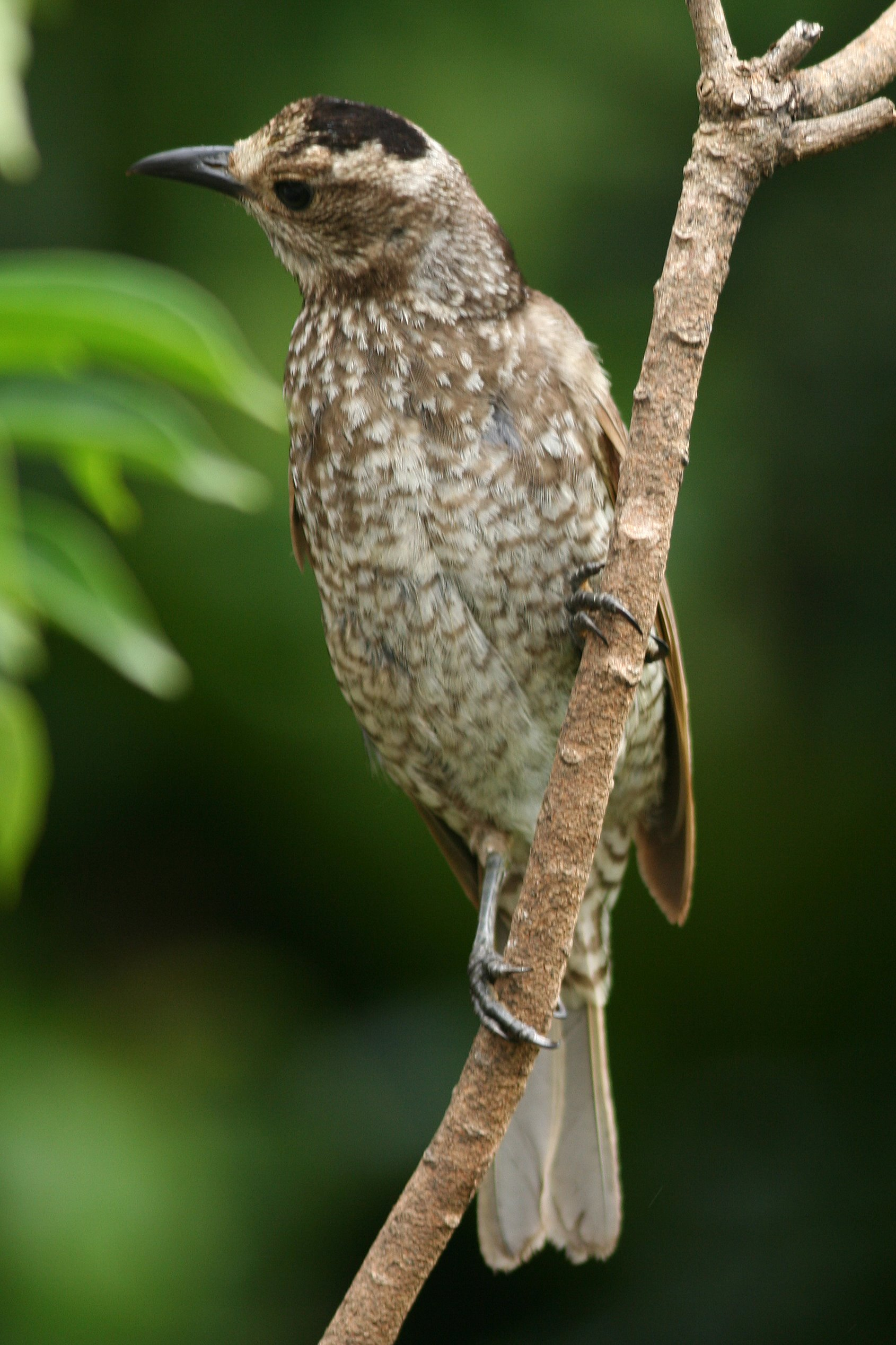
Weibchen

Das adulte Weibchen ist weit unauffälliger als das Männchen gefärbt.
Der Kopf und der Nacken sind in einem individuell unterschiedlichen Maße schmutzig weißlich bis braungrau und weist feine dunkelgraue bis schwarze Stricheln und Flecken auf. Auf dem Scheitel befindet sich ein rußschwarzer Fleck. Bei einigen – möglicherweise älteren – Weibchen ist dieser Fleck an seinem hinteren Ende schmal mit gelben Federn gesäumt. Im Nacken verläuft außerdem ein individuell variables breites und rußschwarzes Halsband, das bei einzelnen Weibchen sehr ausgeprägt sein kann.
Der Mantel ist olivfarben, der Rücken und der Bürzel sind heller. Alle Federn von Mantel, Rücken und Bürzel haben weißliche bis graue Enden, was dem Weibchen auf der Körperoberseite ein geflecktes Aussehen verleiht. Die Flügel und das Schwanzgefieder sind grau, bei den Arm- und Handschwingen weisen diese außerdem blassere Spitzen auf. Einige wenige Weibchen, vermutlich wiederum ältere, weißen auf den Handschwingen gelbe Farbpartien auf.
Die Körperunterseite ist schmutzig weißlich bis cremefarben. Die Federn an der Kehle sind in der Mitte matt rußschwarz, die Brustfedern sind schwarzbraun gesäumt und quergebändert. Der Schnabel ist schwarz, sehr selten haben einige Weibchen auf dem Oberschnabel einen blassen Fleck. Die Beine und die Füße sind schwärzlich. Die Iris ist gelb.
Junge, gerade geschlechtsreif gewordene Weibchen sind dichter und auffälliger geschuppt und quergebändert als ältere Weibchen. Der schwarze Fleck auf dem Scheitel ist bei ihnen schmal dunkelgrau gesäumt.

### Erscheinungsbild der Jungvögel
Die männlichen Jungvögel ähneln zunächst dem Weibchen und haben nur einzelne Federn, die dem Federkleid des Männchens entsprechen. Jungvögel beider Geschlechter haben zunächst ein längeres Schwanzgefieder als die adulten Vögel. Weibchen haben ab ihrem dritten Lebensjahr ein Gefieder, das den der adulten entspricht. Bei den Männchen entspricht das Gefieder dem adulter Männchen im fünften Lebensjahr. Vom zweiten bis vierten Jahr wird der Schnabel und die Iris zunehmend heller. Im sechsten Lebensjahr haben Männchen vollständig gelbe Augen und einen orangefarbenen Schnabel.

## Verbreitung und Lebensraum
Der Gelbnacken-Laubenvogel kommt im äußersten Osten Australiens vor. Das Verbreitungsgebiet, das entlang der Ostküste liegt, beginnt nördlich von Sydney und erstreckt sich bis nach Queensland. Die nördliche Verbreitungsgrenze dieser Art liegt im Südosten von Queensland entlang des Laufes des Connors und Clark River. Eine Verbreitungslücke gibt es in der Nähe von Rockhampton im Tal des Fitzroy Rivers. Einzelne Gelbnacken-Laubenvögel und gelegentlich sogar kleinere Trupps werden auch innerhalb des Stadtgebietes von Sydney beobachtet.
Die Höhenverbreitung reicht von der Tiefebene bis zu Höhenlagen in 900 Metern. Der Lebensraum sind subtropische Regenwälder und feuchte Hartlaubwälder. Sie suchen auch offenere Lebensräume und sind besonders im Winterhalbjahr auch auf Agrarflächen und in Gärten der Vorstädte zu beobachten. So wandern im Lamington-Nationalpark, Südosten von Queensland, im Winterhalbjahr regelmäßig Trupps von Gelbnacken-Laubenvögel aus den höhergelegenen Bergwäldern in die in den Tiefebenen gelegenen Küstenwälder der Gympie Region ab.

## Unterarten

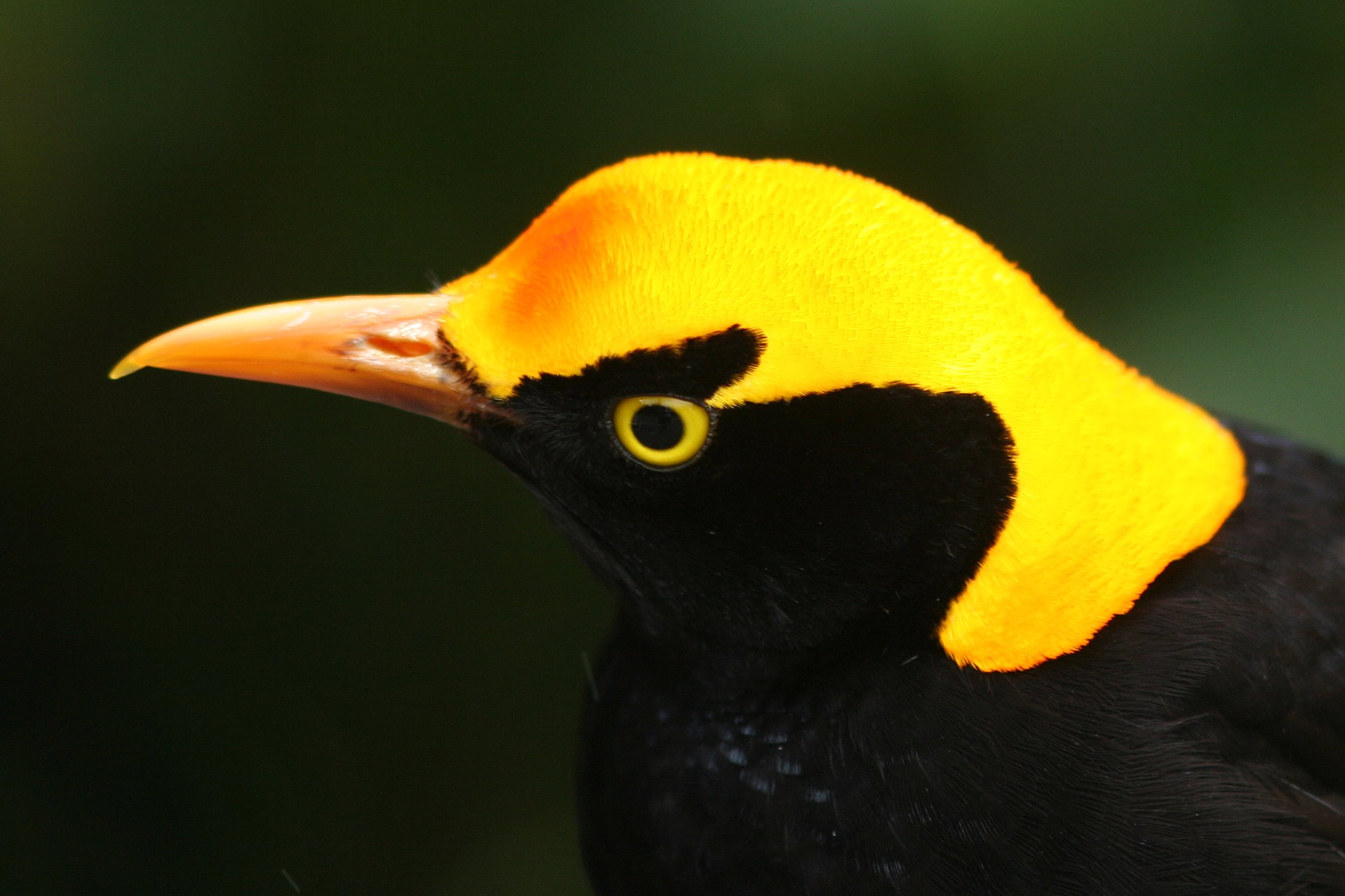
Kopfzeichnung eines Männchens

Es wurden traditionell zwei Unterarten unterschieden.
- S. c. chrysocephalus - Lewin, 1808
- S. c. rothschildi - Mathews, 1912. Diese Unterart hat einen stärker karmesinfarbenen Vorderscheitel

Clifford B. Frith und Dawn. W. Frith wiesen bereits 2004 darauf hin, dass der Unterschied in der Färbung des Vorderscheitels nicht ausgeprägt bis gar nicht vorhanden sei und halten daher die Unterscheidung von zwei Unterarten für nicht gerechtfertigt. Genetische Untersuchungen haben mittlerweile bestätigt, dass der Gelbnacken-Laubenvogel monotypisch ist.

## Lebensweise
Adulte männliche Gelbnacken-Laubenvögel sind sehr scheu, gewöhnen sich jedoch an die Anwesenheit von Beobachtern an Futterstellen. Weibchen sind dagegen deutlich zutraulicher. Sie bilden gelegentlich gemischte Trupps mit Seidenlaubenvögeln und Dickschnabel-Würgerkrähen.
Gelbnacken-Laubenvögel nehmen bei Tagesbeginn zunächst ein Sonnenbad und sitzen dabei regelmäßig in Baumkronen, die aus dem geschlossenen Kronenbereich der Wälder herausragen. Gelegentlich kommen sie zum Sonnenbaden jedoch auch auf den Boden.

### Nahrung

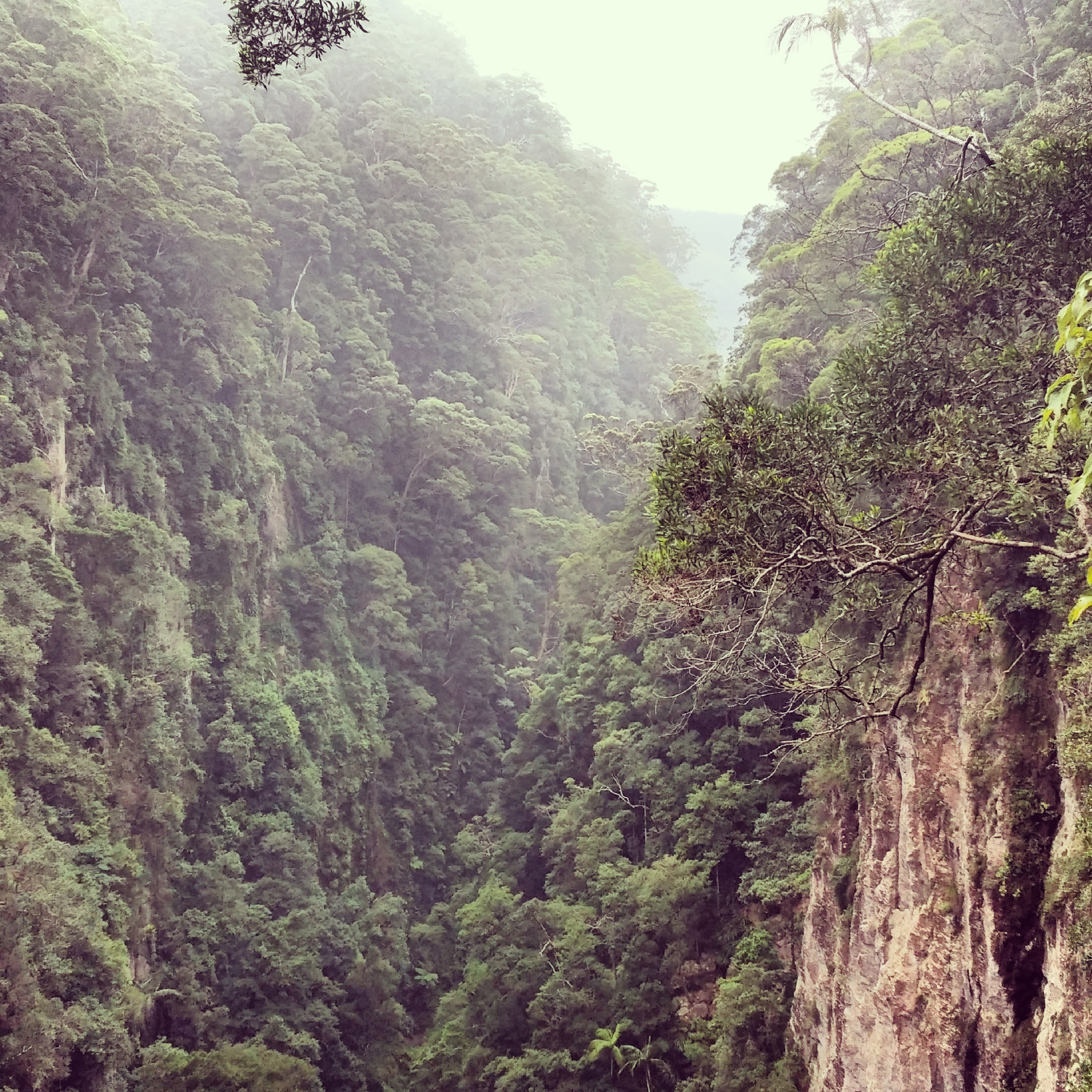
Lamington-Nationalpark, ein für sein Vorkommen an Gelbnacken-Laubenvögel bekannter Nationalpark in Queensland

Gelbnacken-Laubenvögel sind Allesfresser, in der Ernährungszusammensetzung dominieren allerdings Früchte. Sie fressen eine sehr große Bandbreite unterschiedlicher Früchte, daneben fressen sie auch Blüten, Nektar sowie tierisches Protein. Bei einer Langzeituntersuchung über 33 Monate im Gebiet des Sarabah-Nationalparks bestand bei den beobachteten Gelbnacken-Laubenvögel die Nahrung zu 72 % aus Früchten, davon sind 19 Prozentpunkte Feigen. 14 Prozent entfielen auf Blüten, Knospen und Nektar. Zwei Prozent machten Blätter aus und 12 Prozent entfiel auf tierisches Protein. Die Nahrungszusammensetzung verschiebt sich dabei im Jahresverlauf. Blätter werden meist außerhalb der Brutzeit gefressen. Besonders häufig werden die Blätter von Passionsblumen (Passflora subpeltata) gefressen. An tierischer Kost fressen Goldnacken-Laubenvögel überwiegend Hautflügler mit einer Körperlänge von weniger als 5 Millimeter sowie Singzikaden. In der Regel picken sie diese von den Blättern.
Die meisten der gefressenen Früchte sind gelb-rot oder blauschwarz. Gelbnacken-Laubenvögel picken typischerweise die Früchte direkt von den Ästen. Kleine Früchte werden gelegentlich auch von Ästen gepflückt, indem sie rüttelnd in der Luft vor den Zweigen stehen. Große Früchte werden an Ort und Stelle auseinandergerissen. Gelbnacken-Laubenvögel dulden andere fruchtfressende Vogelarten, andere Laubenvögel werden jedoch in der Regel von ihnen vertrieben. Sie können sich nahezu immer gegenüber Seidenlaubenvögel durchsetzen und vertreiben die meisten Grünlaubenvögel und häufig auch Goldohr-Honigfresser. Hauben-Fruchttauben sind dagegen gegenüber Goldnacken-Laubenvögel durchsetzungsfähiger.
Die Weibchen der Gelbnacken-Laubenvögel verjagen in der Regel auch die etwas kleineren Männchen an geeigneten Nahrungsplätzen. Sie nähern sich dabei den Männchen mit geschlossenen, aber angehobenen Flügeln und geöffnetem Schnabel. An künstlichen Futterstellen kommt es auch zu antagonistischem Verhalten zwischen den Weibchen. Meist ist das Weibchen, das als erstes ein aggressives Verhaltensmuster zeigt, auch dasjenige, das sich durchsetzt.

### Fortpflanzung
Gelbnacken-Laubenvögel sind polygam. Die adulten Männchen bauen eine Laube, die für eine kurze Zeit besteht und paaren sich an ihrem Balzplatz nach Möglichkeit mit mehreren Weibchen. Das Weibchen zieht den Nachwuchs alleine groß.

#### Bau der Laube

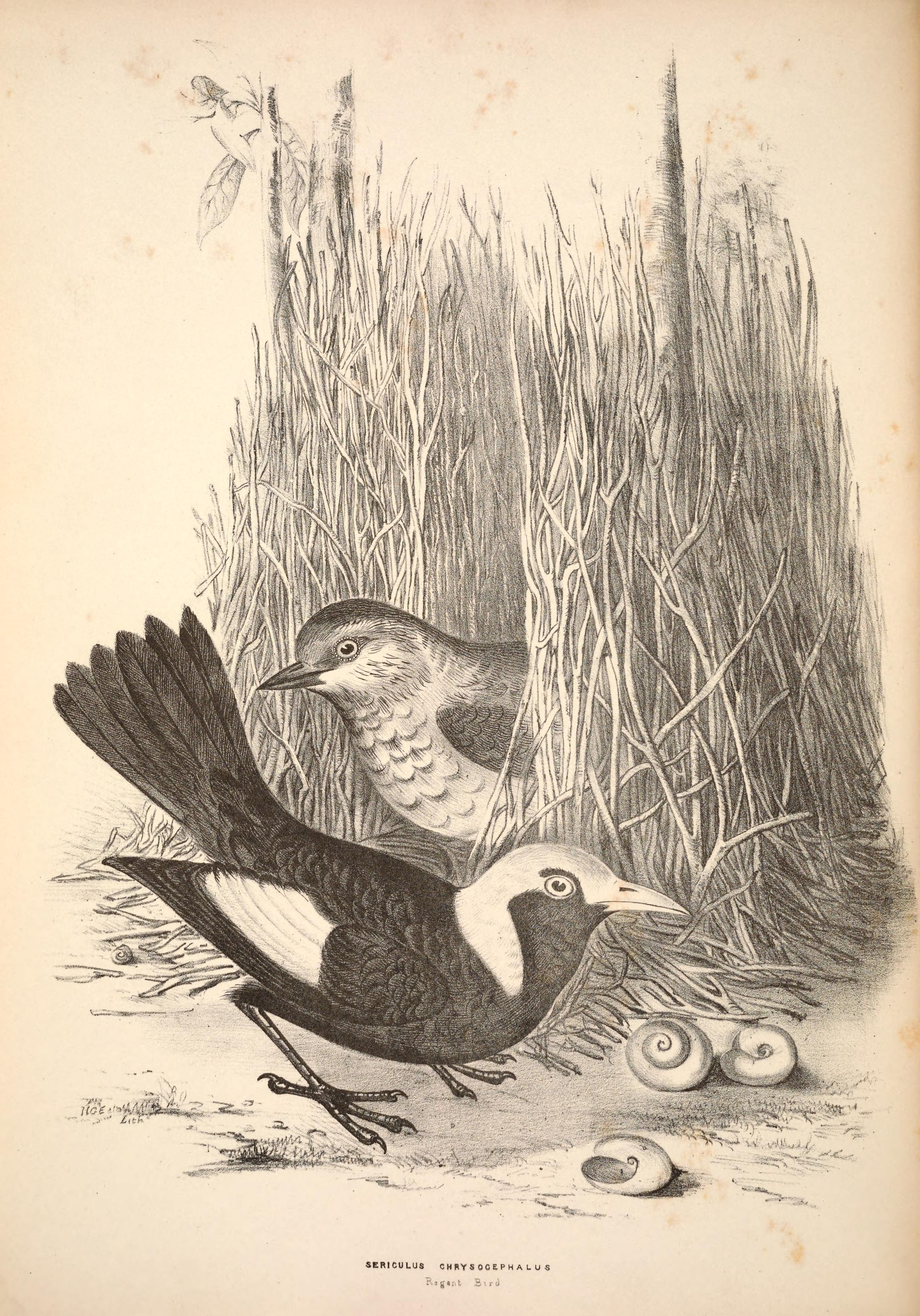
Darstellung einer Laube des Gelbnacken-Laubenvogels

Das Männchen sucht den Boden auf, um eine Laube zu errichten und sein Balzritual vorzuführen. Aufgrund der Bauweise seiner Lauben gehört der Gelbnacken-Laubenvogel zu den „Alleenbauern“. Die Lauben liegen meist gut versteckt in der Nähe von Kletterpflanzendickichten an Stellen, an denen umstehende Bäume eine noch nicht zu große Höhe erreicht haben und die Kronenschicht nicht dicht geschlossen ist. Die Lauben haben gewöhnlich eine Nord-Süd-Ausrichtung. In der Regel sind es ausschließlich geschlechtsreife, ausgewachsene Männchen, die vollständige Lauben errichten. Noch nicht geschlechtsreife, subadulte Männchen „üben“ ab einem Lebensalter von etwa drei Jahren den Laubenbau, stellen die Lauben aber gewöhnlich nicht fertig. Die Tatsache, dass einzeln in Gefangenschaft aufgewachsene Männchen nur unvollständige Lauben bauen, weist darauf hin, dass sie sich den Laubenhau bei älteren Männchen teilweise abschauen.
Das Männchen baut zunächst eine längliche Plattform aus Ästchen und Fasern, die er mit dem Schnabel runterdrückt. Sobald diese Plattform eine Höhe von etwa 1,5 Zentimeter hat, errichtet er an den Seiten die Wände, in dem er Ästchen mit einem Durchmesser von einem bis eineinhalb Millimeter senkrecht in die Erde steckt. Sie werden vom Männchen nicht miteinander verflochten. Ästchen, die einander berühren, sind häufig jedoch durch einen weißlichen Pilz, der sich in dem luftfeuchten Klima natürlich ansiedelt, miteinander verflochten.
Die beiden Wände links und rechts des Laubenganges können eine Höhe von bis zu 30 Zentimeter erreichen. Die Mehrzahl der verbauten Ästchen ist jedoch nicht länger als 10 bis 15 Zentimeter. Nur sehr selten stoßen sie dachartig zusammen. Die Wände stehen so weit auseinander, dass der Vogel gerade noch in der Allee laufen kann, ohne beengt zu sein. Die fertige Allee ist etwa 36 Zentimeter lang und 25 Zentimeter breit. Bei acht näher untersuchten Lauben waren im Schnitt 432 Ästchen verbaut, die zusammen 182 Gramm wogen. Bei der aufwändigsten Laube betrug die Zahl der verbauten Ästchen 686, die zusammen 274 Gramm wogen.

#### Schmücken der Laube
Gelbnacken-Laubenvögel zählen zu den Laubenvögeln, die ihre Laube mit Objekten schmücken sowie Teile der Laube mit zerdrückten Pflanzen und Früchten ausmalen.
Im Laubengang und vereinzelt auch am Eingang zum Laubengang legt das Männchen verschiedene Objekte als Schmuck ab, unter anderem Blätter, Beeren, Schneckenhäuschen aber auch Objekte wie Metallstücken, Glas oder Plastikteile. Bei den 33 vollständig errichteten Lauben in der Region um Sarabah waren die Lauben im Schnitt mit 10 Objekten dekoriert. Die am meisten dekorierte Laube enthielt 23 Objekte. Von den insgesamt 341 Objekten, die zur Ausschmückung verwendet wurden, waren 14 % Objekte aus menschlicher Herstellung wie beispielsweise Plastikteile. Die häufigsten Schmuckobjekte waren grüne Blätter, die papierenen Hüllen der Früchte von Rhodosphaera rhodanthema, Schneckenschalen und blaue Plastikstückchen. Clifford und Dawn Frith weisen darauf hin, dass Gelbnacken-Laubenvögel eine Präferenz für blaue Schmuckobjekte haben, diese in freier Natur aber sehr selten sind und deswegen vergleichsweise häufig solche Objekte aus menschlicher Herstellung in Lauben des Gelbnacken-Laubenvogels zu finden sind.
Nicht alle der Lauben werden bemalt. Zum Bemalen zerkaut das Männchen Blätter und/oder Früchte und lässt sie auf dem Boden liegen. Er kehrt dann zu diesem Farbhaufen mehrfach zurück und trägt denn mit Hilfe des Schnabels durch pickende oder seitlich wischende Bewegungen das zerkaute Pflanzenmaterial an den inneren Wänden seines Laubengangs auf. Bevorzugt werden rote und gelbbraune Farbe. Sämtliche Blätter und andere losen Gegenstände werden aus einem kreisförmigen Gebiet um die Laube entfernt.

#### Baudauer und Bestand

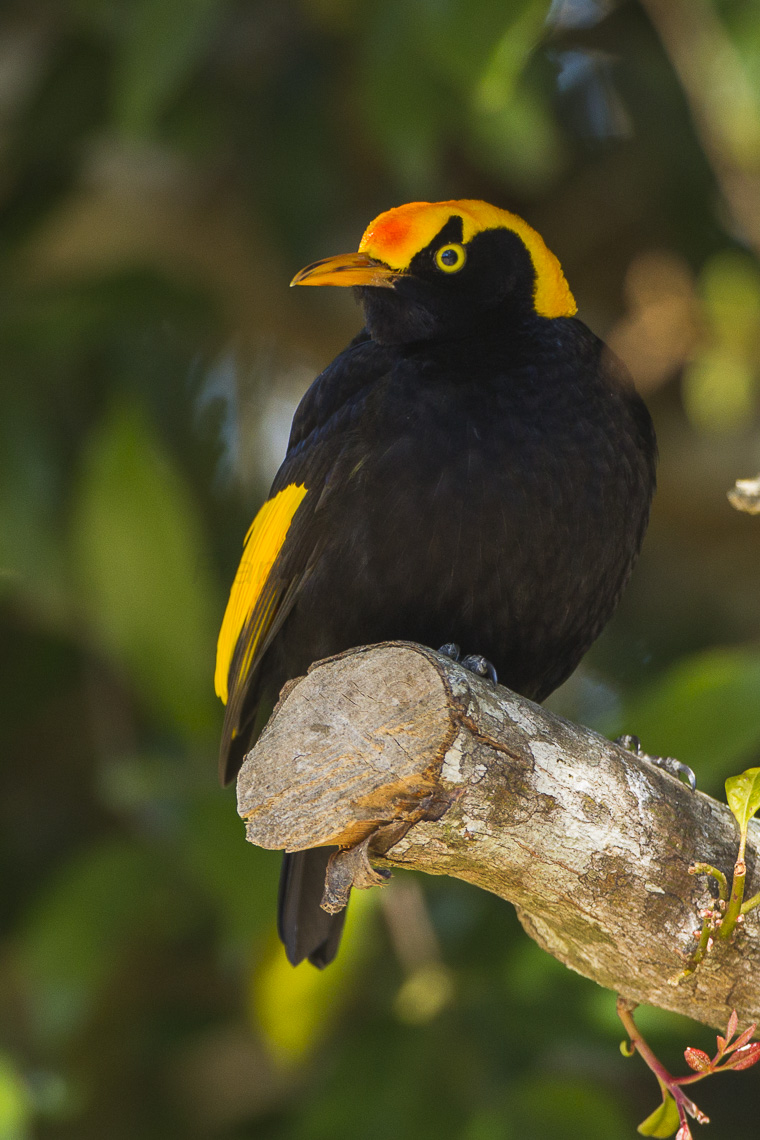
Männchen, Queensland

Ein Gelbnacken-Laubenvogel benötigt etwa drei Stunden, um eine rudimentäre Laube zu bauen. Nach Beobachtungen in Sarabah verbringen die Männchen nur etwa 3 % ihres Tages in direkter Laubennähe. Davon entfallen 23 Prozent auf die Errichtung der Laube und 39 Prozent auf die Pflege der Laube. Zur Pflege gehört die Umdekoration der Schmuckobjekte, das Entfernen von Blättern, das Beseitigen von Schäden sowie das Bemalen der Laube. 37 Prozent entfallen auf Zeiten, in denen das Männchen still in Laubennähe sitzt oder balzt.
Die Lauben der Gelbnacken-Laubenvögel bestehen in der Regel nur über wenige Tage. Wird eine Lauben von einem rivalisierenden Männchen zerstört oder auch nur entdeckt, gibt das Männchen seine Lauben auf und errichtet an anderer Stelle eine neue. Ein Männchen, das seine Laube aufgibt, zerstört diese in der Regel selbst. Ein Prozent der Zeit, die ein Männchen in Laubennähe verbringt, entfällt daher auf den Zeitaufwand, wenn die Männchen ihre Laube zerstören, nachdem ein konkurrierendes Männchen diese entdeckt hat. In der Regel baut es danach eine neue Laube in der Nähe. Von 33 fertig gestellten Lauben des Gelbnacken-Laubenvogels, die in der Region Sarabah hatten zwanzig Bestand für einen Zeitraum von nicht mehr als 10 Tage. Nur fünf wurden von dem Männchen mehr als 25 Tage genutzt.

#### Balz
Vor und in solch einer Laube vollführt das Männchen die Balz und paart sich mit dem Weibchen.
Beim Balzritual entfaltet das Männchen seine Flügel, um seine leuchtenden Farben noch besser zur Geltung zu bringen. Es gibt dabei hechelnde und keuchende Zischlaute von sich. Gelegentlich werden auch Kämpfe zwischen rivalisierenden Männchen ausgetragen. Das Männchen lockt mit seiner Balz und seinem Gesang Weibchen an. Bis ein Weibchen mit dem Männchen eine Paarbindung eingeht, können allerdings mehrere Wochen vergehen, da das Weibchen das Männchen nach der Laube oder dem Balztanz auswählt. Die Paarung erfolgt in der Laube. Nach der Paarung verlässt das Weibchen sofort die Laube, um ein Nest zu bauen. Das Männchen balzt noch mehrere Wochen lang, in der Hoffnung, neue Partnerinnen zu finden.

#### Aufzucht der Jungvögel
Die Aufzucht der Jungvögel obliegt dem Weibchen. Die Weibchen bauen auf einem Waldbaum ein napfförmiges Nest aus Zweigen. Das Gelege besteht aus meist zwei weißen oder grau melierten Eiern, die gelblich, rötlich oder schwarz-violett gesprenkelt sind. Die Jungvögel schlüpfen nach 19 bis 24 Tagen. Nach drei Wochen verlassen die Jungvögel das Nest.

## Gelbnacken-Laubenvögel und Menschen
Der Gelbnacken-Laubenvogel war über mehrere Jahrzehnte sowohl in Australien als auch außerhalb ein häufiger in Gefangenschaft gehaltener Vogel. Gelbnacken-Laubenvögel wurden bereits im Jahre 1867 in Großbritannien gehalten, der Londoner Zoo hielt schon 1905/1906 diese Art der Laubenvögel. Die Erstzucht in Gefangenschaft gelang 1905. In australischen Zoos wird der Gelbnacken-Laubenvkogel aktuell regelmäßig nachgezüchtet. Nachgezüchtete Gelbnackekn-Laubenvögel werden in Australien gelegentlich auch heute noch im Vogelhandel angeboten. Ein Paar, die beide nachweislich aus Gefangenschaftszucht stammten, wurde in Sydney im Jahr 2000 für 1500 Australische Dollar angeboten.
Es ist in Gefangenschaftshaltung trotz der Polygamie der Art nicht möglich, ein Männchen mit mehr als einem Weibchen zu halten. Weibchen sind gegenüber dem Männchen aggressiv und so wie sie in freier Natur ein Männchen aus einem fruchttragenden Baum jagen, kann es in Gefangenschaftshaltung dazu kommen, dass ein Weibchen das Männchen vom Futter fernhält oder dieses sogar durch Angriffe verwundet oder tötet. Das Männchen muss deshalb aus der Voliere entfernt werden, sobald das Weibchen Eier gelegt hat. Den Weibchen muss während der Aufzucht der Jungvögel sehr viel Insektenfutter angeboten werden, da sie den Nestlingen kaum Früchte füttern.